# Потоцкий, Павел Николаевич
Павел Потоцкий (1879, Санкт-Петербург — 15 марта 1932, Баку) ― российский инженер польского происхождения, нефтяник, проживавший в Баку. Инициировал и курировал проект осушения бухты Биби-Эйбат. В 1929 г. Потоцкий был удостоен Первой Премии Всесоюзной Выставки Достижений Народного Хозяйства СССР за лучшие строительные работы, а в 1931 году он был награждён Орденом Ленина.

## Жизнь и деятельность
Павел Потоцкий родился в 1879 г. в Санкт-Петербурге в дворянской семье. Его отец, Николай Потоцкий, был генералом и преподавал в Михайловской Военной Академии в Санкт-Петербурге. Он определил своего сына на военную службу, но молодой Павел хотел стать инженером и перевёлся в Институт Дорог и Коммуникаций Пажеского Корпуса где получил высшее образование. Окончив институт с отличием в 1901 г., Павел Потоцкий отправился в Нидерланды, чтобы изучить тонкости раскопок. Вернувшись из Нидерландов, он начал работы по строительству канала в устье Днепра в Херсоне. Там ему предложили проект, но он выдвинул свой и в результате сократил время реализации работы в 2 раза. Имя Потоцкого можно прочитать на стенах плотины. Он проработал здесь до 1910 г., когда Бакинская нефтяная промышленность пригласила его возглавить проект по заполнению бухты Биби-Эйбат. Его попросили продолжить работу Витольда Згленицкого, другого польского инженера, который преждевременно скончался в 1904 г. До этого нигде в мире водно-болотные угодья не были засыпаны почвой. Ещё в 1890-х гг., нефтяная промышленность Азербайджана обратилась к царскому правительству с просьбой о разрешении развития водной площади залива Биби-Эйбат.
Основная суть этой работы заключалась в строительстве нефтяных месторождений на создаваемых искусственных земляных участков и бурении в море. Для этого, по настоянию П. Потоцкого, в 1910 г., Сормовскому заводу было поручено изготовить караван буровых станков. Этот караван был построен в 1916 г. и состоял из 2 самосвалов мощностью 1100 лошадиных сил, 5 буксиров мощностью 1100 лошадиных сил, 10 барж объёмом 1100 кубометров и других сооружений. Местные камни, привезенные с мыса Шихова и острова Наргина, использовали для укрепления берегов и строительства плотин. Однако караван был отправлен в Прибалтику в военных целях, прежде чем начались работы. Гражданская война в России затруднила работу в бухте Биби-Эйбат.
В августе 1919 г., Павел Потоцкий потерял зрение одного глаза. Позже и другой глаз постепенно утратил способность видеть и в июне 1920 г. этот показатель составлял 90 %. Потоцкий был вынужден поехать в Москву для лечения глаз, но врачи не смогли ему вернуть зрение. Он страдал от атрофии зрительного нерва, и в то время не было лекарства от этой болезни. В результате, в возрасте 41 года, он потерял способность видеть обоими глазами.

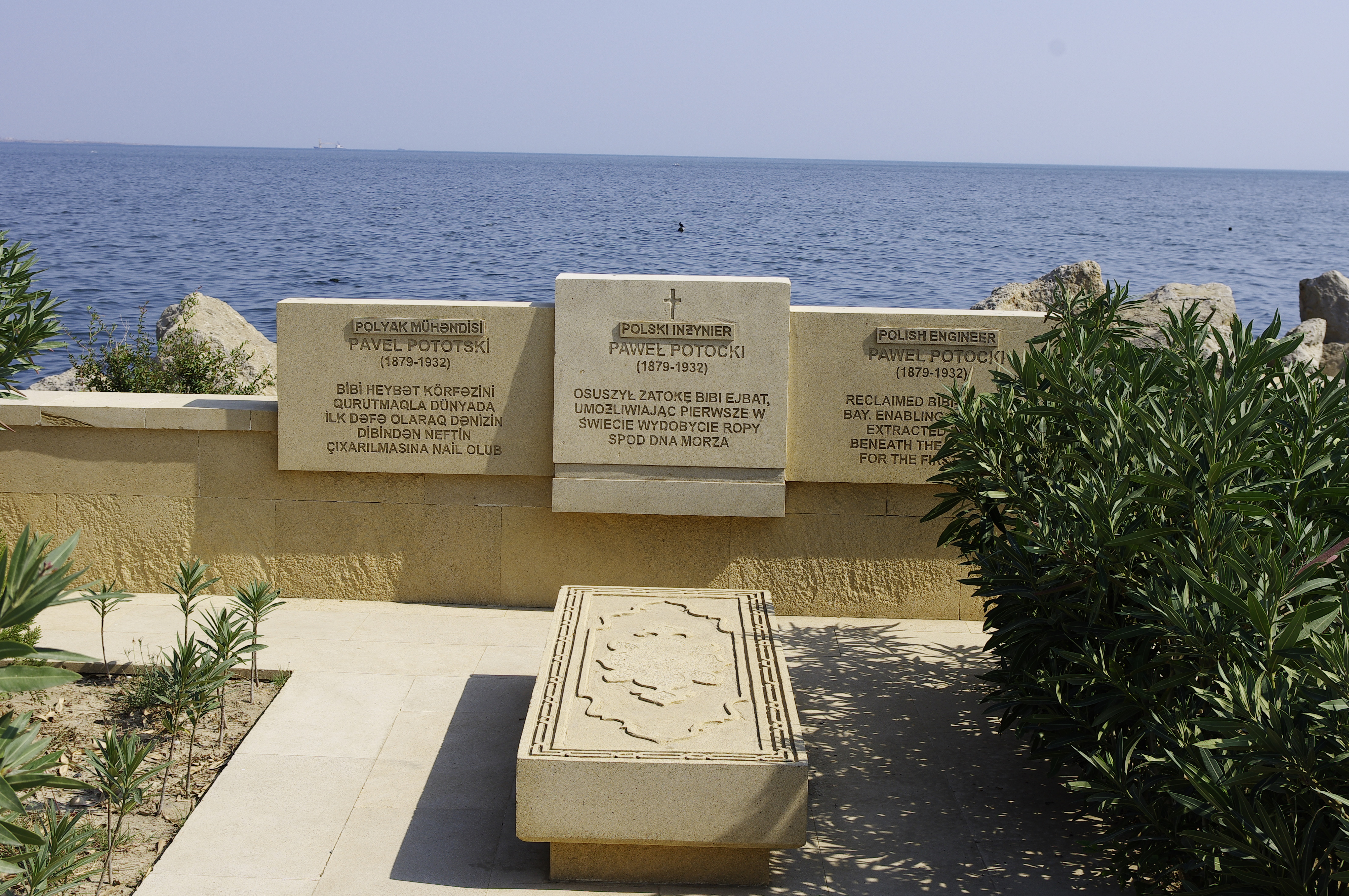
Надгробия П. Н. Потоцкого

Потоцкий вместе с женой, Надеждой Анатольевной, жили в Баку на улице Беюк Минарет 23. Напротив их дома был основан рабочий кооператив — Союз Рабочих, которому требовался бухгалтер. Потеряв зрение, Потоцкий какое-то время работал здесь бухгалтером. После распоряжения продолжить работы в бухте Биби-Эйбат, глава «Азнефти», Серебровский, предложил Потоцкому взять на себя управление бухтой. Несмотря на слепоту, в 1922 г. он разработал проект по засыпке землей 27 гектаров морской площади. Вскоре Потоцкий работал над новым проектом по заполнению бухты, согласно которому площадь работ составляла 79 га. 18 апреля 1923 г. в бухте Ильича была пробурена скважина глубиной 82,5 метра. Первый масляный фонтан на новой территории поразил весь мир и вызвал большой интерес на международных нефтяных конференциях.
Полностью засыпанная территория залива Биби-Эйбат увеличилась до 300 га с 1910 г. Потоцкий руководил проектом последние 10 лет своей жизни, хотя и не мог видеть. За выполнение пятилетнего плана, на два с половиной года раньше срока, он был награждён Орденом Ленина .
Павел Николаевичь Потоцкий скончался 15 марта 1932 г. и, согласно его завещанию, был похоронен в засыпанном землей районе Биби-Эйбата у моря. Проект заполнения залива, возглавляемый Павлом Потоцким, был завершен в 1932 году после его смерти.

## Воспоминания
Работа инженера вдохновила Маргариту Алигер, и поэтесса посвятила ему свое произведение «Старик».
Известный азербайджанский поэт Рамиз Гейдар посвятил ему стихотворение.
В 1970-х гг., в фильме режиссёра Эльдара Гулиева «Бухта Радости», рассказывалось о заполнении бухты следуя необычным планом Потоцкого.
Максим Горький, приехавший в Баку в 1928 г., сказал о Павле Потоцком:
«Мы на Биби-Эйбате, где люди отнимают у моря часть его площади для того, чтобы освободить из-под воды нефтяную землю. Мощные насосы выкачивают мутно-зеленоватую воду пруда в море, взволнованное дерзостью людей. Под шум этих не очень «поэтичных» струй мне рассказывают нечто легендарное об инженере, кажется, Потоцком, который совершенно ослеп, но так хорошо знает Биби-Эйбат, что безошибочно указывает на карте места работ и точки, откуда следует начать новые работы»
— Максим Горький, 
Потоцкий был похоронен, по его воле, в Биби-Эйбате, на созданного им берегу моря, в окружении нефтяных насосов и буровых установок. В конце 2004 г., надгробие было в плохом состоянии, а ограда, окружавшая гробницу, почти разрушена. В результате усилий Посольства Республики Польша в Баку, могила была реконструирована на средства, предоставленные Советом Охраны Памяти Борьбы и Мученичества. Автор проекта — Ризван Бабаев, скульптор, сочетающий польские и восточные элементы. Восстановленное надгробие было представлено 9 ноября 2005 г.